# Skråstregbredpande
Skråstregbredpande (Thymelicus sylvestris) er en sommerfugl i bredpandefamilien. Den er udbredt i store dele af Europa, Nordafrika og Sydvestasien. Skråstregbredpanden flyver fra Sankthans til en uge ind i august.

## Udbredelse
I Danmark findes skråstregbredpanden overalt i Jylland, på Fyn, Langeland og Læsø. Til gengæld findes kun to fund fra Sjælland, og man mener, at den har svært ved at krydse Storebælt. Arten forekommer ikke i resten af Norden, men den findes dog næsten overalt i resten af Europa. Skråstregbredpanden findes tit på samme lokaliteter som den meget nært beslægtede og lignende stregbredpande. Det menes dog, at skråstregbredpanden foretrækker lidt mere fugtige områder end stregbredpanden.

## Udseende
Skråstregbredpanden er som stregbredpanden ensartet nougatbrun – orange på oversiden af vingerne, med en mørkebrun kant. Begge arter har lange snabler, der er velegnede til at suge nektar, også på blomster med meget lange kronrør. Umiddelbart kan det være svært at kende forskel på de to arter, men skråstregbredpandens antennespidser har en orangebrun farve, mens stregbredpandens antennespidser er kulsorte. Hannerne af de to arter har forskellige duftskæl. Hvor stregbredpandehannens duftskæl former en tynd lige linje, former skråstregbredpandehannens duftskæl en tykkere buet linje på vingeoversiden. Skråstregbredpanden er en smule større, da den har et vingefang på 23 – 28 mm.
- Thymelicus sylvestris ♂

## Livscyklus
Ægget klækkes efter ca. 3 uger. Den lille larve spinder en silkekokon, som den overvintrer i. I slutningen af april næste forår kommer larven frem igen og æder sig stor i løbet af 6 – 7 uger, hvorefter den forpupper sig. Puppen klækkes efter ca. 2 uger.

## Larvens foderplanter
Sommerfuglelarver er specialiserede til kun at æde nogle få planter. Larver af Skråstregbredpande lever af:
Fløjlsgræs (Holcus lanatus), Krybende Hestegræs, Eng-Rottehale (Phleum pratense), Bjerg-Rørhvene (Calamagrostis epigejos) og Almindelig Blåtop (Molinia caerulea).